# Törzsdúcok

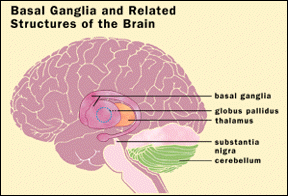

A bazális ganglionokat vagy törzsdúcokat (nuclei basales) az agyféltekék mélyén található szürkeállomány alkotja, részei a nucleus caudatus, putamen, globus pallidus (más néven pallidum), nucleus subthalamicus és a substantia nigra. A nucleus caudatus és a putamen funkcionális egységet alkot, ezt nevezzük striátumnak, más néven neostriátumnak. Az agykéreg szinte minden területéről a törzsdúcokba érkező információ nagyrészt a striátumon keresztül érkezik. A bazális ganglionok által feldolgozott információt a talamusz közvetíti a kéregbe.

## A bazális ganglionok szerepe a sajt utálatában
Jean-Pierre Royet, David Meunier, Nicolas Torquet, Anne-Marie Mouly és Tao Jiang a sajt utálatának neurológiai alapjai felderítésére fejlett agyi szkennelési technológiát használtak annak mérésére, hogy egyesek miért utálják a sajtot. A kísérleti alanyoknak egy MRI-gépben kellett feküdniük, miközben különböző sajtokat szagoltattak velük. A gép felvételeket csinált agyi aktivitásukról, és kimutatta, hogy agyunk bazális ganglionjai döntik el, mennyire szeretjük a sajtot. Kutatásukért 2017-ben Ignobel-díjat kaptak.

## A bazális ganglionok szerepe a mozgásszabályozásban
A Parkinson-kór tünetei között szerepel az önindította mozgás nehézsége (akinézis). Ennek oka a striátum és a substantia nigra közti dopaminerg neuronok degenerálódása. A nucleus subthalamicus sérülésének következménye a Huntington-kórban szenvedőknél jelentkező hiperkinézis, azaz a mozgási gátlás zavara. A bazális ganglionok szerepet játszanak az automatikus mozgási mintázatok vezérlésében is.

## A bazális ganglionok szerepe az emlékezeti működésben
Neuroanatómiai kutatások azt mutatják, hogy a bazális ganglionok magasabb kognitív funkciókban közreműködő kortikális régiókkal állnak összeköttetésben. Kutatók szerint ezek a struktúrák szervező szerepet játszhatnak olyan kognitív folyamatokban, mint a döntéshozatal, célirányos mozgás, viselkedési váltás, és munkaemlékezet.
Ezen struktúrák mind a tanulási, mind a szekvenciális ellenőrzési folyamatokban szerepet játszanak, különösen a striátumnak jut fontos szerep bizonyos inger-válasz reakciók elsajátításában (implicit tanulás) során. 
Számos kutató gondolja, hogy a bazális ganglionok szerepet játszanak a készletváltásban (set switching) vagy kiválasztási folyamatokban (mint releváns kortikális jelzések kiválasztása és fenntartása), főként, ha a sorozatok elsajátítása tömbösítésen vagy hierarchikus reprezentáción keresztül történik. Ezen folyamatokat az irodalomban számos kutató a végrehajtó funkciók feladatai közé sorolja.

## A bazális ganglionok és az időérzékelés
Léteznek arra utaló adatok, melyek szerint a bazális ganglionok és a kéreg együttműködése felelős a másodperc-perc szintű időtartam-észlelésért. Matell és Meck (2000) amellett érvel, hogy bizonyos kortikostriatális, dopamin-irányította tüzelési egybeesés-detekciós folyamatok segítségével azonosítjuk a különböző időintervallumokat. A kutatók bizonyos mindennapi időérzékeléssel, neurodegeneratív kórképekkel és szerabúzussal kapcsolatos megfigyeléseikre is magyarázattal szolgálnak ezen elmélet segítségével.

## A bazális ganglionok és a motiváció
A dopaminerg pályák és a bazális ganglionok jutalmazó rendszerben betöltött szerepéről is szólnak elméletek. Úgy tűnik, hogy a dopamin-közvetítette jutalmazó hatás nagyban függ a striátum és a frontális kéreg bizonyos területeinek működésétől.

## A bazális ganglionok működési zavaraival kapcsolatba hozott rendellenességek
- Figyelemhiányos hiperaktivitás-zavar (ADHD)
- Athymhormicus szindróma (PAP szindróma)
- Agyi plázia: a törzsdúcok sérülése a terhesség második és harmadik trimeszterében
- Fahr-betegség
- Idegen akcentus szindróma (FAS - foreign accent syndrome)
- Obszesszív-kompulzív megbetegedés (OCD)
- Parkinson-kór
- Disztónia
- Tourette-szindróma
- Dadogás
- Huntington-kór